# Путятин, Виктор Павлович
Ви́ктор Па́влович Путя́тин (укр. Віктор Павлович Путятін; 12 сентября 1941, Харьков — 2 ноября 2021, Киев) — советский фехтовальщик, двукратный серебряный призёр Олимпийских игр. Заслуженный мастер спорта СССР (1967).

## Карьера
Тренировался под руководством Василия Сергеева, Семёна Яковлевича Колчинского и Виталия Андреевича Аркадьева.
На Олимпиаде в Мехико выиграл серебряную медаль в командной рапире вместе с Германом Свешниковым, Юрием Шаровым, Василием Станковичем и Юрием Сисикиным. В индивидуальном первенстве Путятин занял 9-е место. Через 4 года он повторил свой успех в Мюнхене.
Пятикратный чемпион мира в командной и индивидуальной рапире, серебряный и дважды бронзовый призёр первенства.
Работал тренером в Италии и СДЮШОР «Динамо». С 1980 по 1984 год — член исполнительного комитета Международной федерации фехтования.